# Eye Toy: Play Hero
Eye Toy: Play Hero è un videogioco del 2008 pubblicato per PlayStation 2.

## Trama
Per molti anni uno stregone, ha attaccato una città misteriosa assieme al Cavaliere Malvagio e i suoi scagnozzi, ha imprigionato un elfo di nome Elvis in un libro e si è impadronito della Pietra Magica della città. In soccorso degli abitanti della città arriverà un eroe che sfiderà i nemici. Dopo aver compiuto tutte queste fasi Elvis l'elfo verrà liberato dal libro e nella città tornerà la pace.

## Caratteristiche di gioco
In Eye Toy: Play Hero Ci sono due tipi di modalità di gioco: ad uno e a due giocatori, se si gioca in due giocatori viene fatta la gara a chi è più bravo. In questo gioco, il giocatore è il protagonista della storia del videogioco, il gioco contiene 4 zone: Foresta Alandar, Miniere di Maths, Montagne, Terra dello Stregone, Alla fine di ogni capitolo si affronta un avversario più potente. I boss sono: il Cavaliere Malvagio, l'abominevole Yeti, Steve il Drago e il Terribile Stregone.

## Nemici
Bambini: miniboss del primo livello della foresta Alandar. Attaccano con verdura marcia e cercano di bloccare lo spazio con delle zucche che bisogna colpire per distruggerle.
Ladri: miniboss del livello 2 della Foresta Alandar. Cercano di rubare i cavalli con delle funi e mettono bombe per invadere lo spazio al protagonista e per farle colpire. Per batterli bisogna colpire le funi evitando le bombe.
Fanti: attaccano sferrando il colpo con la spada, per superarli bisogna combatterci contro prima che loro colpiscano noi.
Fanti con lo scudo: sono fanti dotati di scudo, per superarli bisogna colpirgli l'elmetto quando fa capolino. 
Arcieri: nemici presenti in tutto il gioco, attaccano lanciando archi e per bloccarlo bisogna tenere la spada nella posizione che Elvis L'Elfo ci dice.
Lanciatori di reti: nemici presenti in tutto il gioco, attaccano lanciando reti e per schivarle bisogna abbassarsi.
Il Cavaliere Malvagio: boss della foresta Alandar, è come i fanti ma attacca anche normalmente e per bloccare gli attacchi si deve tenere la spada orizzontale e verticale per poi avere la possibilità di colpirlo.
Lanciatori di coltelli: come gli arcieri bisogna bloccare i coltelli che lancia nella posizione che Elvis L'Elfo ci dice.
Fanti forti: nemici presenti in tutto il gioco a partire dalle Miniere di Maths. Attaccano normalmente e per batterlo bisogna eseguire i vari blocchi di attacchi verticali, orizzontali e laterali per poi avere la possibilità di colpirlo.
Bloccatori di ascensori: nemici del terzo livello delle Miniere di Maths. cercano di bloccare l'ascensore con delle chiavi inglesi e per impedirgli di farlo bisogna colpire le chiavi inglesi prima che bloccassero l'ascensore.
Pipistrelli: nemici del terzo e del quarto livello delle Miniere di Maths. Possono attaccare sia in uno che in gruppo e per superarli bisogna colpirli fino a quando non saranno scomparsi.
Ragni: nemici del quarto livello delle Miniere di Maths. Attaccano colpendo il protagonista andandogli addosso e per superarlo bisogna colpirlo.
Guardie della caverna: nemici del quarto livello delle Miniere di Maths. Allarmati dal rumore che il protagonista fa combattendo contro le creature nella caverna e per superarli bisogna nascondere la spada e farli andare via. Attaccano con un fucile.
Yeti: boss della zona Miniere di Maths. Attacca lanciando pezzi di ghiaccio che bisogna colpire, con palle di ghiaccio che bisogna schivare e con una clava di ghiaccio che bisogna bloccare eseguendo i vari blocchi orizzontali e laterali. Per batterlo bisogna colpire la sua clava quando si blocca.
Titani: miniboss della zona Monti Alpini. attaccano lanciando rocce e tronchi. per sconfiggerli bisogna lancargli addosso pezzi di roccia.
Pugnalatori: nemici del secondo livello dei Monti Alpini. attaccano con pugnali e per superarli bisogna eseguire i blocchi di attacchi laterali per poi poter colpirli.
Pugnalatori in slitta: nemici del secondo livello dei Monti Alpini. per superarli bisogna eseguire i blocchi di attacchi laterali per farli andare fuori pista con la slitta.
Stregone: nemico con cui si fa un "epico scontro". appare come miniboss della zona Monti Alpini a bordo di una nave magica e per sconfiggerlo bisogna rilanciare i suoi incantesimi contro di lui per distruggergli la nave. appare come Boss dei Monti Alpini, dove tiene sotto controllo Steve il Drago, dove bisogna sconfiggere il drago e farlo cadere dal drago. appare come nemico del terzo livello del Territorio Sorcer, dove attacca con incantesimi e pianoforti che si bisogna rilanciarli contro di lui con la spada che ha il potere della pietra del vento. appare come Boss finale del gioco, dove attacca con incantesimi e con una bacchetta che bisogna bloccare con i blocchi orizzontali e verticali per poi avere la possibilità di colpirlo.
draghi: nemici del quarto livello dei Monti Alpini. attaccano sputando fuoco che bisogna schivare spostandosi a destra e sinistra o abbassandosi. 
Steve il Drago: Boss della zona Monti Alpini. è sotto l'incantesimo dello Stregone, e per sconfiggerlo bisogna rilanciare i fuochi contro di lui tenendo la spada orizzontale. quando viene sconfitto ringrazierà il protagonista di averlo liberato dallo Stregone, e gli darà un passaggio per andare alla Terra dello Stregone. 
Mostro Marino: Miniboss del secondo livello del Territorio Sorcerer. attacca con i tentacoli normali o dotati di ancore. per sconfiggerlo bisogna colpirgli i tentacoli.
Mostro Fognario: Miniboss del quarto livello del Territorio Sorcerer che ingoia al protagonista la chiave per la porta del castello. attacca con saliva melmosa e coi tentacoli. per sconfiggerlo bisogna ghiacciargli i tentacoli e colpirgli la lingua per fargli uscire la chiave.